# Fiul căpitanului Blood
Fiul căpitanului Blood (titlul original: în spaniolă El hijo del capitán Blood, italiană Il Figlio del capitano Blood, engleză The Son of Captain Blood) este un film de aventuri americano-italiano-spaniol, realizat în 1962 de regizorul Tulio Demicheli, după personajele romanului omonim a scriitorului Rafael Sabatini. Este un sequel al filmului Căpitanul Blood din 1935 al regizorului Michael Curtiz, rolul de titlu fiind jucat de Sean Flynn, fiul actorului Errol Flynn, cel care a interpretat rolul titular al filmului din 1935.

## Distribuție
- Sean Flynn – Robert Blood
- Alessandra Panaro – Abigail/Abby
- Ann Todd – Arabella Blood
- José Nieto – De Malagon
- Roberto Camardiel – Orguelthorpe
- Fernando Sancho – Timothy Thomas
- Luisa de Córdoba – dna. Prue
- Carlos Casaravilla – căpitanul Murdock
- John Kitzmiller – Moses
- José María Caffarel – guvernatorul Dawson
- Barta Barri– Kirby
- Xan das Bolas – Matt
- Raf Baldassarre – Bruno
- Rafael Bardem– preotul
- Antonio Casas – căpitanul de pe „Negrier”